# Collegio di Waveney
Waveney è stato un collegio elettorale situato nel Suffolk, nell'Est dell'Inghilterra, e rappresentato alla Camera dei comuni del Parlamento del Regno Unito. Eleggeva un membro del parlamento con il sistema first-past-the-post, ossia maggioritario a turno unico; il collegio è stato abolito in occasione della revisione periodica del 2024.

## Estensione
- 1983–1997: il distretto di Waveney
- 1997–2010: il distretto di Waveney ad eccezione dei ward di Blything, Halesworth e Southwold.
- 2010–2024: i ward del distretto di Waveney di Beccles North, Beccles South, Bungay, Carlton, Carlton Colville, Gunton and Corton, Harbour, Kessingland, Kirkley, Lothingland, Normanston, Oulton, Oulton Broad, Pakefield, St Margaret's, The Saints, Wainford, Whitton e Worlingham.

## Membri del parlamento
| Elezione | Elezione     | Deputato         | Partito          |
| -------- | ------------ | ---------------- | ---------------- |
|          | 1983         | Jim Prior        | Conservatore     |
| 1987     | David Porter |                  | Conservatore     |
|          | 1997         | Bob Blizzard     | Laburista        |
|          | 2010         | Peter Aldous     | Conservatore     |
|          | 2024         | Collegio abolito | Collegio abolito |

## Elezioni

### Elezioni negli anni 2010
| Partito                    | Partito                                   | Candidato                  | Risultati 12 dicembre 2019 | Risultati 12 dicembre 2019 |
| Partito                    | Partito                                   | Candidato                  | Voti                       | %                          |
| -------------------------- | ----------------------------------------- | -------------------------- | -------------------------- | -------------------------- |
|                            | Conservatore                              | Peter Aldous               | 31 778                     | 62,15                      |
|                            | Laburista                                 | Sonia Barker               | 13 776                     | 26,94                      |
|                            | Verdi                                     | Elfrede Brambley-Crawshaw  | 2 727                      | 5,33                       |
|                            | Lib Dem                                   | Helen Korfanty             | 2 603                      | 5,09                       |
|                            | Alleanza dei Popoli Cristiani             | Dave Brennan               | 245                        | 0,48                       |
|                            |                                           |                            |                            |                            |
| Iscritti                   | Iscritti                                  | Iscritti                   | 82 791                     | 100,00                     |
| ↳ Votanti (% su iscritti)  | ↳ Votanti (% su iscritti)                 | ↳ Votanti (% su iscritti)  | 51 129                     | 61,76                      |
| ↳ Astenuti (% su iscritti) | ↳ Astenuti (% su iscritti)                | ↳ Astenuti (% su iscritti) | 31 662                     | 38,24                      |
|                            |                                           |                            |                            |                            |
|                            | Esito: collegio confermato a Conservatore |                            |                            |                            |

| Partito                    | Partito                                   | Candidato                  | Risultati 8 giugno 2017 | Risultati 8 giugno 2017 |
| Partito                    | Partito                                   | Candidato                  | Voti                    | %                       |
| -------------------------- | ----------------------------------------- | -------------------------- | ----------------------- | ----------------------- |
|                            | Conservatore                              | Peter Aldous               | 28 643                  | 54,38                   |
|                            | Laburista                                 | Sonia Barker               | 19 428                  | 36,88                   |
|                            | UKIP                                      | Bert Poole                 | 1 933                   | 3,67                    |
|                            | Verdi                                     | Elfrede Brambley-Crawshaw  | 1 332                   | 2,53                    |
|                            | Lib Dem                                   | Jacky Howe                 | 1 012                   | 1,92                    |
|                            | Indipendente                              | Allyson Barron             | 326                     | 0,62                    |
|                            |                                           |                            |                         |                         |
| Iscritti                   | Iscritti                                  | Iscritti                   | 80 788                  | 100,00                  |
| ↳ Votanti (% su iscritti)  | ↳ Votanti (% su iscritti)                 | ↳ Votanti (% su iscritti)  | 52 674                  | 65,20                   |
| ↳ Astenuti (% su iscritti) | ↳ Astenuti (% su iscritti)                | ↳ Astenuti (% su iscritti) | 28 114                  | 34,80                   |
|                            |                                           |                            |                         |                         |
|                            | Esito: collegio confermato a Conservatore |                            |                         |                         |

| Partito                    | Partito                                   | Candidato                  | Risultati 7 maggio 2015 | Risultati 7 maggio 2015 |
| Partito                    | Partito                                   | Candidato                  | Voti                    | %                       |
| -------------------------- | ----------------------------------------- | -------------------------- | ----------------------- | ----------------------- |
|                            | Conservatore                              | Peter Aldous               | 22 104                  | 42,35                   |
|                            | Laburista                                 | Bob Blizzard               | 19 696                  | 37,73                   |
|                            | UKIP                                      | Simon Tobin                | 7 580                   | 14,52                   |
|                            | Verdi                                     | Graham Elliott             | 1 761                   | 3,37                    |
|                            | Lib Dem                                   | Stephen Gordon             | 1 055                   | 2,02                    |
|                            |                                           |                            |                         |                         |
| Iscritti                   | Iscritti                                  | Iscritti                   | 80 178                  | 100,00                  |
| ↳ Votanti (% su iscritti)  | ↳ Votanti (% su iscritti)                 | ↳ Votanti (% su iscritti)  | 52 196                  | 65,10                   |
| ↳ Astenuti (% su iscritti) | ↳ Astenuti (% su iscritti)                | ↳ Astenuti (% su iscritti) | 27 982                  | 34,90                   |
|                            |                                           |                            |                         |                         |
|                            | Esito: collegio confermato a Conservatore |                            |                         |                         |

| Partito                    | Partito                                           | Candidato                  | Risultati 6 maggio 2010 | Risultati 6 maggio 2010 |
| Partito                    | Partito                                           | Candidato                  | Voti                    | %                       |
| -------------------------- | ------------------------------------------------- | -------------------------- | ----------------------- | ----------------------- |
|                            | Conservatore                                      | Peter Aldous               | 20 571                  | 40,22                   |
|                            | Laburista                                         | Bob Blizzard               | 19 802                  | 38,72                   |
|                            | Lib Dem                                           | Alan Dean                  | 6 811                   | 13,32                   |
|                            | UKIP                                              | Jack Tyler                 | 2 684                   | 5,25                    |
|                            | Verdi                                             | Graham Elliott             | 1 167                   | 2,28                    |
|                            | None of the Above                                 | Louis Barfe                | 106                     | 0,21                    |
|                            |                                                   |                            |                         |                         |
| Iscritti                   | Iscritti                                          | Iscritti                   | 78 557                  | 100,00                  |
| ↳ Votanti (% su iscritti)  | ↳ Votanti (% su iscritti)                         | ↳ Votanti (% su iscritti)  | 51 141                  | 65,10                   |
| ↳ Astenuti (% su iscritti) | ↳ Astenuti (% su iscritti)                        | ↳ Astenuti (% su iscritti) | 27 416                  | 34,90                   |
|                            |                                                   |                            |                         |                         |
|                            | Esito: collegio passa da Laburista a Conservatore |                            |                         |                         |

### Elezioni negli anni 2000
| Partito                    | Partito                                | Candidato                  | Risultati 5 maggio 2005 | Risultati 5 maggio 2005 |
| Partito                    | Partito                                | Candidato                  | Voti                    | %                       |
| -------------------------- | -------------------------------------- | -------------------------- | ----------------------- | ----------------------- |
|                            | Laburista                              | Bob Blizzard               | 22 505                  | 45,32                   |
|                            | Conservatore                           | Peter Aldous               | 16 590                  | 33,41                   |
|                            | Lib Dem                                | Nick Bromley               | 7 497                   | 15,10                   |
|                            | UKIP                                   | Brian Aylett               | 1 861                   | 3,75                    |
|                            | Verdi                                  | Graham Elliott             | 1 200                   | 2,42                    |
|                            |                                        |                            |                         |                         |
| Iscritti                   | Iscritti                               | Iscritti                   | 77 100                  | 100,00                  |
| ↳ Votanti (% su iscritti)  | ↳ Votanti (% su iscritti)              | ↳ Votanti (% su iscritti)  | 49 653                  | 64,40                   |
| ↳ Astenuti (% su iscritti) | ↳ Astenuti (% su iscritti)             | ↳ Astenuti (% su iscritti) | 27 447                  | 35,60                   |
|                            |                                        |                            |                         |                         |
|                            | Esito: collegio confermato a Laburista |                            |                         |                         |

| Partito                    | Partito                                | Candidato                  | Risultati 7 giugno 2001 | Risultati 7 giugno 2001 |
| Partito                    | Partito                                | Candidato                  | Voti                    | %                       |
| -------------------------- | -------------------------------------- | -------------------------- | ----------------------- | ----------------------- |
|                            | Laburista                              | Bob Blizzard               | 23 914                  | 50,70                   |
|                            | Conservatore                           | Lee Scott                  | 15 361                  | 32,57                   |
|                            | Lib Dem                                | David Young                | 5 370                   | 11,39                   |
|                            | UKIP                                   | Bryan Aylett               | 1 097                   | 2,33                    |
|                            | Verdi                                  | Graham Elliott             | 983                     | 2,08                    |
|                            | Alleanza Socialista                    | Rupert Mallin              | 442                     | 0,94                    |
|                            |                                        |                            |                         |                         |
| Iscritti                   | Iscritti                               | Iscritti                   | 77 577                  | 100,00                  |
| ↳ Votanti (% su iscritti)  | ↳ Votanti (% su iscritti)              | ↳ Votanti (% su iscritti)  | 47 167                  | 60,80                   |
| ↳ Astenuti (% su iscritti) | ↳ Astenuti (% su iscritti)             | ↳ Astenuti (% su iscritti) | 30 410                  | 39,20                   |
|                            |                                        |                            |                         |                         |
|                            | Esito: collegio confermato a Laburista |                            |                         |                         |

## Risultati dei referendum
|             | Collegio | Lasciare UE % | Rimanere in UE % |
| ----------- | -------- | ------------- | ---------------- |
|             | Waveney  | 63,2%         | 36,8%            |
| Inghilterra | 53,3%    | 46,7%         |                  |
| Regno Unito | 51,9%    | 48,1%         |                  |